# Carboxymethylcellulose
Carboxymethylcellulose (CMC) is een derivaat van cellulose met azijnzuur (de carboxymethylgroep: CH2COOH). Eén of meer carboxymethylgroepen zijn via een etherbinding gekoppeld aan hydroxylgroepen van de glucosemonomeren waaruit cellulose is opgebouwd. De stof komt het meest voor als natriumzout: natriumcarboxylmethylcellulose. In tegenstelling tot cellulose is carboxymethylcellulose wel oplosbaar in water.

## Toepassingen
De stof wordt als verdikkingsmiddel en stabilisator van emulsies gebruikt in levensmiddelen zoals ijs. Als voedingsadditief heeft de stof het E-nummer 466 gekregen. Ook non-foodproducten als tandpasta, zalven, dieetpillen, watergedragen verf maken gebruik van de viscositeitsregulerende werking van de stof. Verder wordt CMC (vaak als natriumzout) toegevoegd als hulpstof aan vloeibare farmaceutische preparaten (suspensies en emulsies) ter verhoging van de viscositeit. Ook kan het gebruikt worden om b.v. tijgergarnalen steviger en 15% a 20% zwaarder te maken door ze te injecteren.

## Productie
De synthese van CMC verloopt onder basische omstandigheden, waarin een Williamson-ethersynthese tussen het glucosemolecuul en chlooracetaat optreedt.
Een CMC-fabriek van Nouryon, tot oktober 2018 deel van AkzoNobel, bevindt zich op het bedrijventerrein Kleefse Waard te Arnhem. Dit terrein was de enige productielocatie van de AKU die in Arnhem overbleef nadat de rayonproductie aan de Velperweg in 1976 haar poorten sloot. Er stond toen een fabriek voor CMC, een fabriek voor bandenrayon en een fabriek voor non-wovens.

## Eigenschappen - Oplosbaarheid in water
In tegenstelling tot cellulose is carboxymethylcellulose wel oplosbaar in water. Een deel van de zuurgroepen in CMC is in water geïoniseerd. De negatieve ladingen stoten elkaar af, waardoor de polymeerketens vrij van elkaar blijven en in oplossing. Het grote aantal waterstofbruggen dat in cellulose mogelijk is verhindert het vrijkomen, en daarmee het oplossen van de polymeerketens in cellulose.
De exacte eigenschappen van een partij CMC zijn afhankelijk van:
- het gedeelte van de hydroxylgroepen dat is omgezet tot carboxymethylgroepen.
- de lengte van de cellulose-ketens in het product.
- de clustering van de carboxymethylgroepen langs de celluloseketen.

Onderzoek heeft aangetoond dat CMC in voedsel invloed heeft op de darmflora en mogelijk een verhoogde kans geeft op inflammatoire darmziekten.